# Algajola
Algajola település Franciaországban, Haute-Corse megyében. Lakosainak száma 368 fő (2022. január 1.). Algajola Aregno és Lumio községekkel határos.

## Népesség
A település népességének változása:
| Lakosok száma | 129  | 228  | 211  | 268  | 301  | 339  | 358  | 354  | 358  | 368  |
|               | 1968 | 1982 | 1990 | 2006 | 2013 | 2015 | 2017 | 2019 | 2020 | 2022 |